# Sebbe
Sebbe is een bestuurslaag in het regentschap Simeulue van de provincie Atjeh, Indonesië. Sebbe telt 186 inwoners (volkstelling 2010).